# Schijndood (bewusteloosheid)
Schijndood is een staat van bewusteloosheid waarbij onvoldoende en onwaarneembare ademhaling en bloedsomloop is. Daardoor lijkt het alsof de dood is ingetreden. Het lichaam vertoont een blauwe kleur. Ook: het ontbreken van spontane ademhaling bij de geboorte.
Bij schijndood, in het Latijn mors putativa genoemd, lijkt het dus alsof de persoon in kwestie overleden is. Vroeger was men zeer beducht voor de mogelijkheid van deze toestand. Om zeker te zijn dat de dood was ingetreden, baarde men het lichaam voor de begrafenis minimaal 36 uur op in een speciaal schijndodenhuisje op de begraafplaats.
Bij vita reducta of vita minima lijkt men hersendood te zijn, omdat de reflexen niet meer zichtbaar zijn voor het blote oog. Er zijn verschillende oorzaken mogelijk. De regel van Bahrmann geeft middels een ezelsbruggetje aan welke: A E I O U en C
- A: asfyxie, alcohol, anemie
- E: elektrocutie, epilepsie
- I: injury (schedeltrauma)
- O: opium en analoga, barbituraten
- U: uremie
- C: cold (onderkoeling)